# 龚文灏
龚文灏（？—？），祖籍不詳，清朝政治人物。
龚文灏曾于1838年接替沈功枚任福建永安县知县一职，1841年由蔡嘉禾接任。